# Dublînkî, Novohrad-Volînskîi
Dublînkî (în ucraineană Дублинки) este un sat în comuna Pișciv din raionul Novohrad-Volînskîi, regiunea Jîtomîr, Ucraina.

## Demografie
Componența lingvistică a localității Dublînkî
     Ucraineană (100%)
Conform recensământului din 2001, toată populația localității Dublînkî era vorbitoare de ucraineană (100%).